# Скерцо
Скерцо (у перекладі з італійської — жарт) — частина симфонії, сонати, квартета чи самостійна музична п'єса у жвавому, стрімкому темпі, з гострохарактерними ритмічними і гармонійними зворотами, переважно, в тридольному розмірі. Зазвичай це п'єса стрімкого, ритмічно-гострого руху.

## Опис
Спочатку — невеличка інструментальна п'єса, скерцо з початку XIX століття зайняло міцне місце в симфонії і сонаті, витіснивши звідти менует, але разом з тим стало розвиватися і як самостійний жанр. З цього часу присутній в більшості традиційних симфоній як одна з середніх частин (не початок і не фінал).
Незліченні скерцо демонструють різноманітні відтінки музичного гумору. Склався цілий комплекс прийомів, здатний передавати такого роду задуми: жартівливі переклички мотивів, що перекидаються з регістра в регістр або від одного інструменту до іншого, всякого роду несподіванки — «сюрпризи», подача якихось простих явищ в незвичайному, дивному освітленні або ж їхній злам, зміщення і т. д.
Скерцо плідно розвивалося і поза сонатно-симфонічним циклом. До вищих досягнень належать чотири скерцо Шопена, зміст яких ширше і серйозніше звичайного скерцозного.
Згодом скерцо набуло мінорного забарвлення.

## Відомі скерцо
- Фелікс Мендельсон. Скерцо з музики до комедії Шекспіра «Сон літньої ночі», оп. 61.
- Фредерік Шопен. Скерцо № 1 сі мінор, скерцо № 2 сі-бемоль мінор, скерцо № 3 до-дієз мінор, скерцо № 4 мі мажор.
- Поль Дюка. Скерцо з симфонічної поеми «Учень чародія».
- Петро Ілліч Чайковський. Скерцо з симфонії № 6.
- Дмитро Дмитрович Шостакович. Скерцо № 1, скерцо № 2 для оркестру.
- Скерцо сі-мінор з «Сюїти для флейти та струнного оркестру № 2». Й. С. Бах